# SDSS J143416.59+411647.6
SDSS J143416.59+411647.6, également nommée FIRST J143416.6+411647, ou encore NVSS J143417+411646, est un quasar hyper-lointain de la Constellation du Bouvier.

## Distance
SDSS J143416.59+411647.6 a été découvert en 2020 par une équipe d'astronomes analysant les données photométriques enregistrées par le seizième programme d'observation fait par le Sloan Digital Sky Survey, le SDSS lui a enregistré un décalage vers le rouge de 7.005111 soit une distance de 12.9 milliards d'années-lumière. Il a aussi été détecté par le NRAO à l'aide de VLA, le VLA a enregistré une fréquence de 1400 MHz, cette fréquence varie jusqu'à 836 GHz.